# Fissura venae azygos
Een fissura venae azygos is een fissuur die bij sommige mensen voorkomt in de rechterlong naast de gebruikelijke fissura obliqua en fissura horizontalis pulmonis dextri.
Bij een fissura venae azygos is sprake van een anomalie van de vena azygos. De fissura venae azygos zorgt ervoor dat een lobus venae azygos wordt afgescheiden van de rest van de rechter bovenkwab. De aanwezigheid van deze extra longkwab heeft weinig klinische relevantie. In de fissura venae azygi bevinden zich vier lagen pleura, twee viscerale en twee pariëtale bladen.
Toch is het voor clinici handig om van een dergelijke zeldzame anatomische afwijking op de hoogte te zijn om te voorkomen dat deze op grond van radiologische beelden voor andere pathologie wordt aangezien. De fissuur als bewijs voor de afwijkende anatomie is namelijk op longfoto's op de voorachterwaartse opname goed zichtbaar als een witte, sikkelvormige lijn in het mediale bovenveld van de rechterlong.